# Рикенбакер, Эдди
Эдуард («Эдди») Вернон Рикенбакер (англ. Edward Vernon Rickenbacker; 8 октября 1890, Колумбус — 23 июля 1973, Цюрих) — самый результативный американский ас Первой мировой войны. Одержал 26 воздушных побед.
Он был также профессиональным гонщиком и автомобильным дизайнером, а также специалистом в транспортной авиации, в том числе как глава авиакомпании «Eastern Air Lines» на протяжении многих лет.
19 мая 1919 года на торжественном собрании, устроенном в честь Эдди Рикенбекера в Нью-Йорке, владелец отелей Реймонд Ортейг предложил 25 000 долларов призового фонда первому лётчику, который в течение 5 лет совершит беспосадочный полёт из Нью-Йорка в Париж.